# Margaretă
Margaretele (Leucanthemum vulgare) sunt flori de câmp, care pot fi întâlnite frecvent pe pășuni și pajiști. Ele fac parte din familia Asteraceae.

## Morfologie
Margareta este o plantă perenă cu tulpina ierboasă, care poate atinge o înălțime între 30 – 60 cm. Are o tulpină neramificată care prezintă pe secțiune transversală muchii. Frunzele sunt lobate dințat, și nu sunt așezate perechi pe tulpină. Petalele sunt albe, așezate pe un singur rând. Florile, mai ales când încep să vestejească, au un miros neplăcut.

## Răspândire

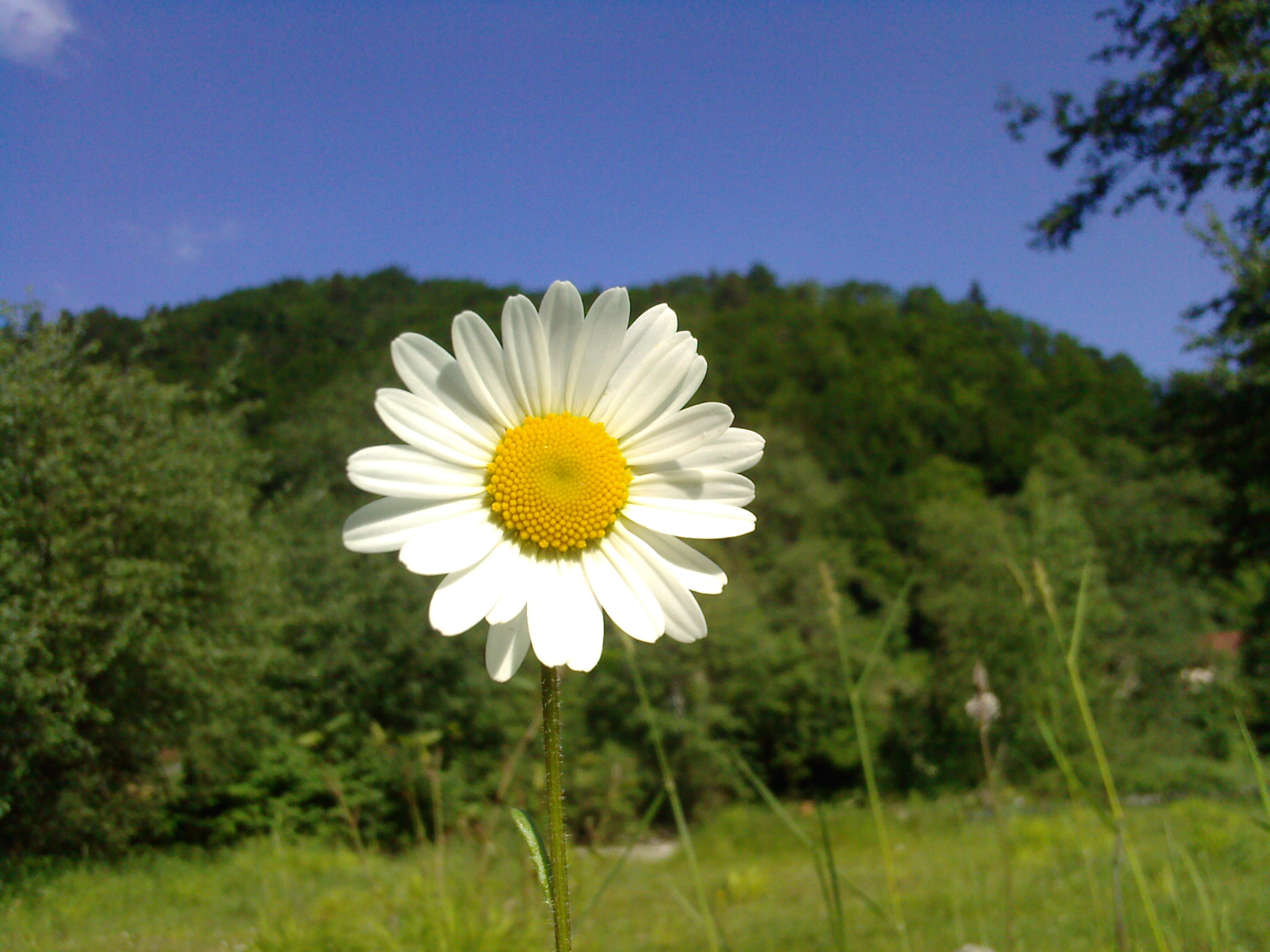
Margaretă

Margaretele sunt răspândite pe pajiștile din toată Europa, iar în Asia se întâlnește specia Leucanthemum ircutianum chiar în regiunea Irkutsk. Cercetările genetice presupun că genul „Leucanthemum” ar proveni din Africa de Nord.